# الثورة السيامية في 1932
الثورة سيامي في 1932 أو الانقلاب السيامي في 1932 (بالتايلاندية : การ ปฏิวัติ สยาม พ.ศ. 2475 أو การ เปลี่ยนแปลง การ ปกครอง สยาม พ.ศ. 2475) كانت نقطة تحول حاسمة في التاريخ التايلاندي في القرن 20. كانت الثورة أو الانقلاب عبارة عن تحول سلمي في يوم 24 يونيو عام 1932، فيه تحول نظام الحكم في سيام من الملكية المطلقة إلى الملكية الدستورية. قامت الثورة بمجموعة من العسكريين والمدنيين، الذين شكلوا أول حزب سياسي في سيام، خانا راتسادون (حزب الشعب). انهت الثورة 150 سنة من الحكم المطلق تحت سلالة شاكري وما يقرب من 700 عاما من حكم الملوك المطلق عبر التاريخ التايلاندي. كانت الثورة نتاج التغير التاريخي العالمي، فضلا عن التغيرات الاجتماعية والسياسية محليًا. ونتج عن الثورة أيضًا أنها منحت شعب سيام دستورهم لأول مرة.